# I-lan (Tchaj-wan)
I-lan (tradiční znaky: 宜蘭; tongyong pinyin: Yílán; hanyu pinyin: Yílán; tchajwansky: Gî-lân) je město v Čínské republice, leží v severovýchodní části ostrova Tchaj-wan severně od říčky Lan-jang. Ve správním systému Čínské republiky je hlavním městem okresu I-lan. Rozkládá se na ploše 29,40 km² a má 95 579 obyvatel (březen 2007). Město I-lan bylo založeno Chany, kteří se na tomto místě usídlili v roce 1802.